# 张运 (心血管疾病专家)
张运（1952年9月28日—），山东济南人，中国心血管疾病专家。1985年毕业于挪威奥斯陆大学，获博士学位。2001年当选为中国工程院院士。

## 延伸阅读
[在维基数据编辑]